# Kenric Green
Kenric Green (South Carolina, 31 maart 1982) is een Amerikaanse acteur.

## Biografie
Green heeft de high school doorlopen aan de Mt. San Antonio College in Walnut (Californië). Hij is in 2010 getrouwd met actrice Sonequa Martin-Green met wie hij een kind heeft.
Green begon in 2006 met acteren in de film They're Just My Friends, waarna hij nog meerdere rollen speelde in films en televisieseries. Hij is onder andere bekend van zijn rol als Scott in de televisieserie The Walking Dead (2015-2020).

## Filmografie

### Films
Uitgezonderd korte films.
- 2012 Victoriana - als politieagent
- 2006 They're Just My Friends - als gevangene

### Televisieseries
Uitgezonderd eenmalige gastrollen.
- 2015-2020 The Walking Dead - als Scott - 26 afl.